# Guatteria cargadero
Guatteria cargadero là loài thực vật có hoa thuộc họ Na. Loài này được Triana & Planch. mô tả khoa học đầu tiên năm 1862.